# Saegerosia longicornis
Saegerosia longicornis là một loài bọ cánh cứng trong họ Aderidae. Loài này được Báguena miêu tả khoa học năm 1962.